# Précarité menstruelle
La précarité menstruelle est la difficulté ou le manque d'accès des personnes menstruées aux protections périodiques pour des raisons économiques. La précarité menstruelle a notamment pour origine le coût des produits hygiéniques, qui rend leur accès difficile, et a pour principale conséquence l'exclusion des personnes réglées, dont l'absentéisme répété voire le décrochage scolaire.  
Dans le monde, jusqu'à 500 millions de personnes vivent dans la précarité menstruelle (2019). En France, le coût des dépenses pour les règles (qui concernent 15,5 millions de femmes, soit un quart de la population, en 2018) varie entre 1 700 et 5 400 euros tout au long d'une vie (sans compter les médicaments, notamment anti-douleurs, et les sous-vêtements).  

## Éléments de contexte concernant les menstruations
L'âge d'apparition des premières règles (aussi nommées menstruations ; la première période étant aussi appelée « ménarche ») varie selon la personne mais a lieu le plus souvent entre 11 et 14 ans (avec un âge médian de 13,1 ans) ; celles-ci dureront jusqu'à la ménopause de la personne, qui a lieu en général entre 45 et 55 ans (avec un âge médian de 51 ans). Des journalistes du journal français Le Monde, Anne-Aël Durand et Gary Dagorn, ont estimé en 2019 qu'elles ont donc lieu en moyenne durant 39 années, à raison de cycles durant en moyenne 28 jours (les règles en elles-mêmes durant entre 2 et 8 jours, avec une moyenne de 5), soit environ 500 fois en moyenne par femme (hors éventuellement la ou les grossesses). De plus, selon la personne, le flux peut être plus ou moins important, ou il peut y avoir des périodes d'aménorrhée (absence de règles). Les protections périodiques utilisées peuvent être de différentes sortes.
L'évaluation du budget consacré aux règles est un sujet qui n'est pas étudié dans tous les pays ; par exemple, en France, en 2019, aucune étude scientifique sur le sujet n'existe. Par ailleurs, les médias traitent plus ou moins des menstruations selon les pays. Les chiffres avancés en matière de budget peuvent être variables. En 2015, différents médias, dont des journaux français, se basent sur un document de sondage cité faussement comme une « étude britannique » et estimant le coût des règles à 18 500 livres sterling (soit environ 23 000 euros de 2015 et 21 500 euros de 2019) ; les éléments pris en compte étant très divers et mélangeant les produits de première nécessité à d'autres fausse le propos. En 2017, au Royaume-Uni, la BBC propose un outil de calcul du coût des seules protections périodiques : en moyenne, il est de 1 550 livres par femme pour sa vie entière (soit environ 1 730 euros de 2019) ; une association locale estime le budget à 4 800 livres (soit environ 5 360 euros de 2019). En 2019, les journalistes Anne-Aël Durand et Gary Dagorn ont établi pour la France une évaluation de leur coût monétaire des règles ; ils relatent les principes et modalités de leur calcul dans un article du quotidien Le Monde.
En France, par exemple, pour leur évaluation en 2019, les journalistes du Monde ont pris en compte plusieurs éléments, dont le coût en 2018 pour des tampons, qui doivent être changés selon des délais de port d'entre 3 et 6 heures (un risque pour la santé augmentant au-delà de ces délais) et aussi pour les serviettes hygiéniques, qui ont elles aussi des durées d'utilisation. Ils ont également tenu compte du fait qu'en cas de règles douloureuses (dysménorrhées), les personnes peuvent utiliser des médicaments contre les douleurs ou antispasmodiques, certains n'étant que peu remboursés par la Sécurité sociale. Pour une personne ayant une durée de règles et un flux considérés comme « moyens », ils estiment un coût moyen par cycle de 7,50 euros pour les protections et antidouleurs, ce qui mène sur la vie à 3 800 euros. Les coûts de la menstruation pour les femmes ne s'arrêtent toutefois pas là car elles ont aussi besoin de consulter une fois par an un gynécologue et, en cas de vêtements, draps ou serviettes de toilette tachés par le sang, il peut être nécessaire de les remplacer,. Au total, le montant calculé est d'environ 10 euros par mois pour une personne qui correspondrait à toutes les « moyennes » de durée de cycle, de durée de règles et de flux. Les journalistes signalent également le poids que peut avoir cette dépense obligée pour les personnes en situation de précarité.
Par ailleurs, à la suite d'une plus grande prise en compte des règles au sein des sociétés, et d'une parole qui s'ouvre plus, les dispositifs tels que les coupes menstruelles ou les serviettes réutilisables sont plus souvent présents dans les magasins ; si certains sont plus chers lors d'un achat initial, sur le long terme, ils sont plus économiques. Toutefois, les coupes menstruelles par exemple nécessitent de bonnes conditions d'hygiène pour leur changement ou leur entretien, ce qui n'est pas adapté pour des femmes sans abri qui ont peu souvent accès à des locaux et des produits adéquats.
Les femmes (cisgenres), les personnes non-binaires et les hommes trans peuvent être concernés par la précarité menstruelle.

## Origines de la précarité menstruelle
La précarité menstruelle a pour origine le manque d'information et d'infrastructures adaptées (accès à l'eau potable), ainsi que le coût élevé des protections hygiéniques (serviettes hygiéniques, tampons, culottes menstruelles, coupes menstruelles…). En 2018, selon Rose Caldwell, directrice générale de l'organisation Plan International UK, les causes sont multiples, avec une combinaison de difficultés résultant du manque d'éducation adéquate, de la stigmatisation et la honte liée aux règles, et du coût des protections périodiques,. Le tabou sur les règles est aussi cité par d'autres personnes comme important pour le sujet. Une femme sur dix ne pourrait pas avoir accès à ces produits dans le monde. Dans les pays occidentaux, les femmes sans-abri, les travailleuses pauvres, les personnes en situation de précarité et les étudiantes sont particulièrement touchées en raison du budget nécessaire à l'achat de ces protections,,,. De plus, le tabou lié aux règles peut empêcher certaines adolescentes d'en parler à leurs parents et donc elles ne reçoivent pas l'argent ou les protections nécessaires, et l'éventuel argent de poche ne permet pas non plus à toutes de ses les payer. Par ailleurs, des éléments de contexte peuvent toucher à l'hygiène nécessaire pour ces dispositifs : par exemple, le manque ou la difficulté d'accès à des lieux d'hygiène adéquats, de l'eau et des produits tels que du savon pour se laver les mains et pour l'hygiène intime.

## Conséquences de la précarité menstruelle
Pour la Fédération internationale de gynécologie et d’obstétrique (FIGO), la précarité menstruelle a pour conséquence une diminution des opportunités offertes aux filles et aux femmes à travers le monde. Ces personnes sont ainsi parfois obligées de concevoir leurs propres protections, parfois inefficaces et peu ou pas hygiéniques. Le manque d'accès aux protections hygiéniques a pour principale conséquence l'exclusion des personnes réglées, dont l'absentéisme voire le décrochage scolaire pour les plus jeunes.
Dans de nombreux pays, occidentaux ou non, de jeunes filles s'abstiennent d'aller à l'école durant leurs règles parce qu'elles ne disposent pas de protection hygiénique, manquant, par exemple, jusqu'à 145 jours d'école de plus que leurs homologues masculins au Royaume-Uni. Dans le monde, il y aurait 1 femme sur 10 qui n'aurait pas l'argent pour s'acheter des protections mensuelles. En France, 1,7 million de femmes manqueraient de protections menstruelles et des femmes sont parfois contraintes de choisir entre acheter des protections hygiéniques ou s'alimenter. Certaines femmes optent pour l'utilisation de papier journal, de papier toilette, d'essuie-tout, de chaussette,, jusqu'à l'utilisation de bouteilles d'eau comme coupe menstruelle par des femmes en prison, faute d'accès à des protections hygiéniques à des prix décents. 
La précarité menstruelle est aussi présente en prison. En ce qui concerne la France, dans ces lieux de détention, depuis 1985, les femmes ne reçoivent généralement qu'un « kit arrivante » avec le nécessaire d'hygiène, variable selon les lieux, dont notamment quelques serviettes hygiéniques. Même si elles ont souvent accès à des protections supplémentaires, elles sont souvent plus chères que dans les grandes surfaces et s'en procurer de meilleure qualité devient compliqué. De ce fait, certaines femmes décident de créer elles-mêmes leurs protections hygiéniques, dont notamment des coupes menstruelles. Elles sont réalisées à partir d'anciennes bouteilles et ne sont donc pas conformes aux règles sanitaires. 
Le défaut d'hygiène lié à la précarité menstruelle peut entraîner des conséquences sur la santé, comme des démangeaisons et des infections (de type mycose, par exemple), pouvant mener à un syndrome du choc toxique (SCT), qui peut être grave, voire mortel (surtout dans le cas de protections internes).
La précarité menstruelle est également un problème concernant la réinsertion sociale : en France, par exemple, 17 % des femmes qui bénéficient du soutien d'association distribuant des protections hygiéniques ont déjà manqué le travail ou un rendez-vous par manque de protection, tandis que 12 % des jeunes filles ont manqué des cours.

## Initiatives concernant la précarité menstruelle

### Dans le monde en général
En 2014, la Journée mondiale de l'hygiène menstruelle voit le jour ; elle a lieu chaque 28 mai. Elle vise à lutter contre les tabous entourant les règles et la sensibilisation du public.

### Afrique

#### Burkina Faso
Pour les adolescentes qui ont leurs règles, il n'est pas toujours facile d'en parler à sa famille, le sujet étant là aussi tabou. Certaines jeunes filles n'ont pas forcément accès à des protections périodiques, ou à des lieux adaptés pour les changer, de l'eau potable et du savon. Une étude de l'Unicef indique qu'un grand nombre de nombre de jeunes filles (83 %) sont inquiètes en classe pendant leurs règles ; et 21 % des adolescentes seraient souvent absentes de l'école en raison de leurs règles. Certaines écoles n'ont pas de toilettes ou d'éléments d'hygiène adaptés et certaines élèves parcourent des kilomètres pour se changer à leur domicile. Un exemple d'initiative pour un accès à des protections périodiques est la création de protections lavables et réutilisables adaptées ; toutefois, elles sont plus chères que les jetables lors de l'achat initial. L'entrepreneuse burkinabé Émilie Kyedrebeogo, qui a une société locale de fabrication, émet l'idée que cela reprend des traditions anciennes, que ça évite des déchets dans la nature, et que cela pourrait aussi contribuer à éviter que les règles soient vues comme « sales ».

### Amérique du Nord
Aux États-Unis, l'association à but non lucratif Period Inc, créée par Nadya Okamoto en décembre 2014 a pour but d'aider les personnes précaires à accéder à des protections hygiéniques. Depuis 2016, la ville de New York met à disposition des protections hygiéniques gratuites dans les écoles publiques, les centres pour sans-abris et les établissements pénitentiaires. En 2020, les protections périodiques font partie des dispositifs médicaux, ce qui n'est pas le cas dans l'Union Européenne,.
Le Canada, de son côté, n'applique plus sur les produits d'hygiène féminine de taxe équivalente à la TVA française. depuis 2014 ou 2015.

### Asie

#### Corée du Sud
En 2016, une prise de conscience concernant la précarité menstruelle et ses conséquences a lieu à la suite notamment d'un témoignage d'une enseignante dont une élève avait été absente parce qu'elle n'avait pas l'argent pour acheter des protections périodiques et ne pouvait donc pas se rendre sur son lieu d'études. Le gouvernement a rapidement réagi à Séoul, avec des distributions dans les centres de santé pour les adolescentes de milieux modestes, système imparfait qui a ensuite été complété par un système de budget sur une carte de paiement, selon des critères sociaux. Puis a eu lieu l'installation de distributeurs de protections hygiéniques gratuites pour toutes au sein des lycées de Séoul, la capitale. Le pays est l'un des membres de l'OCDE dans lequel les prix des serviettes hygiéniques sont les plus élevés.
En 2019, Séoul propose les serviettes hygiéniques gratuites pour les adolescentes ; le reste du pays n'a pas cet accès gratuit, ni les autres classes d'âge, quels que soient leurs budgets et situations.

#### Inde
En 2018, à la suite d'une saisie de la justice par une étudiante et une association de défense des droits des femmes, l'Inde revient sur une décision de 2017 et supprime la TVA sur les serviettes hygiéniques. Une enquête d'un cabinet de recherche en marketing indiquait que les femmes trop pauvres pour pouvoir acheter des protections périodiques utilisaient à la place des matériaux tels que du linge, des cendres ou du sable. Par ailleurs, 70 % des problèmes de santé reproductive dans le pays résulteraient de difficultés concernant l'hygiène menstruelle. Ces problèmes sont également renforcés par le tabou autour des règles dans le pays, qui fait qu'environ 1 sur 3 adolescentes ne savent pas ce que sont les règles quand celles-ci arrivent et croient donc que c'est dû à une maladie. Certaines femmes sont aussi soumises à des règles spécifiques durant la période de leurs règles. Les difficultés d'accès à des protections périodiques, le confinement dans les familles pendant les règles, ou des conditions d'hygiène inadéquates pour utiliser des protections — manque de toilettes, y compris dans les écoles — font qu'une partie des filles quitte l'école du fait de l'arrivée de leurs règles. Cette sortie du système scolaire rend aussi plus complexe le fait d'éduquer les femmes aux caractéristiques physiologiques du cycle menstruel féminin. En réponse aux manques concernant l'éducation et l'information, des initiatives ont été prises, par exemple l'encyclopédie en ligne Menstrupedia, créée par des particuliers, ou bien une bande dessinée sur le sujet, pour femmes et hommes.

### Europe

#### Généralités
Le concept de « précarité menstruelle », traduction de period poverty en anglais, est dénoncé en France dès février 2015 par le collectif Georgette Sand, qui a mobilisé l'ensemble du paysage associatif sur la taxe sur les protections menstruelles, dite « taxe tampon ». 

#### Au niveau de l'Union Européenne
Avant fin 2015, plusieurs pays membres de l'Union Européenne ont baissé le taux de taxation sur les protections menstruelles ; c'est le cas notamment du Royaume-Uni, de l'Irlande, de l'Espagne et des Pays-Bas. Dans l'Union, les protections périodiques font partie de la catégorie des produits hygiéniques ; en 2021, l'UE a une réglementation qui impose une taxe minimale de 5 % sur cette catégorie.

#### Allemagne
En 2017, les toilettes de certains musées et cafés proposent des tampons hygiéniques en libre-service, tandis que des projets de dispositifs semblables dans les toilettes publiques naissent au sein de certaines mairies. Dans la Ruhr, la même année, les universités de Bielefeld et de Wuppertal envisagent des projets de tampons gratuits. Toutefois, en mars 2018, est lancée la pétition « Avoir ses règles n'est pas un luxe », qui demande la diminution du taux de TVA (alors à 19 % sur le prix du produit non taxé) sur les produits d'hygiène féminine, la caractérisant comme une « discrimination fiscale » à l'encontre des femmes ; elle mentionne le fait que certains produits qui ont une nécessité moindre ont des taux de TVA moins élevés (TVA à 7 % pour le café et le caviar de saumon). Après un manque de considération initial, l'idée fait son chemin et, en 2019, le Bundestag (chambre des députés), certains députés se disent favorables à une TVA moins élevée. Un autre enjeu sociétal est celui de l'utilisation de produits ayant une bonne qualité écologique.

#### Écosse
En Écosse, les écoles et universités mettent à disposition des protections hygiéniques gratuites depuis 2018,.
Courant 2020, le gouvernement écossais a lancé une mesure contre la précarité menstruelle : le 26 février, la proposition de loi votée en première lecture par 112 députés — avec une seule abstention et aucun vote contre — garantit la distribution de protections hygiéniques (tampons et serviettes hygiéniques) dans des lieux publics bien définis comme les universités, les pharmacies, les clubs de jeunesse, ou les centres communautaires,. Cette opération est chiffrée à environ 28 millions d'euros,. Le 24 novembre de la même année, la loi a été votée, à l'unanimité. Il s'agit d'une première mondiale dans la lutte contre la précarité menstruelle,,,,. Bien qu'initialement il y ait eu des craintes et oppositions, notamment pour des aspects financiers, le projet a aussi eu différents soutiens, dont celui du gouvernement écossais, de syndicats, d'organisations de femmes et d'associations caritatives, et le projet a finalement abouti,,.

#### France
Pour plusieurs associations, l'accès aux protections hygiéniques devrait être un droit et gratuit, avoir ses règles n'étant en général pas un choix,, — certains contraceptifs peuvent par ailleurs parfois interrompre les règles — et les produits d'hygiène menstruelle des produits de première nécessité. Différentes manifestations et pétitions sont lancées, notamment pour une réduction du taux de la TVA pour les produits concernés. Néanmoins, l’État français se penche sur la question des règles depuis fin 2015 et 2016 ; en décembre 2015 et malgré un refus initial de l'Assemblée nationale, une baisse de la taxe sur la valeur ajoutée (TVA) est votée, la faisant passer de 20 % à 5,5 % du prix hors taxe,,,. Ceci est appliqué depuis janvier 2016. Par la suite, les prix en magasin ne reflètent pas toujours cette baisse de la TVA, mais plusieurs commerces ont pris en compte la baisse de la TVA.
En France, une mutualité étudiante rembourse partiellement l'achat de protections hygiéniques,,, depuis 2017. De plus certaines associations organisent des collectes de protections hygiéniques comme l'association Règles élémentaires fondée en 2015 qui collecte des protections redistribuées par d'autres organisations comme les Restos du cœur, le Samu social, le Secours populaire et Monthly Dignity France. D'autres encore, comme Soie Rouge, produisent elles-mêmes les protections hygiéniques (ici, des serviettes lavables) qu'elles redistribuent à des personnes en situation de précarité. Cependant, les protections hygiéniques ne sont pas encore distribuées en quantité suffisante. En 2018, une expérimentation concernant la distribution gratuite de ces protections a lieu dans quelques collèges et lycées, de même que pour des femmes en situation de précarité — c'est par exemple le cas dans des résidences universitaires de Bretagne,.
En 2019, l'association Dons Solidaires et la marque Always lancent une campagne contre la précarité menstruelle, à travers le hashtag #NonàLaPrécaritéMenstruelle dans un objectif de sensibilisation, associée à une récolte de protections hygiéniques du 1er mars au 30 avril 2019. Plusieurs youtubeuses et influenceuses apportent également leur soutien à cette campagne,,. D'autres ONG souhaitent abolir le tabou des règles et de la précarité menstruelle dans le monde. Par exemple, l'ONG Care lance la campagne #RespectezNosRègles, avec le soutien d'influenceurs. Le collectif Georgette Sand sollicite les pouvoirs publics et le Parlement européen pour contraindre les fabricants à communiquer la composition de leurs produits : précarité menstruelle ne doit pas signifier produits nocifs pour la santé des femmes. La même année, le journal Le Monde s'empare du sujet, notamment pendant une semaine, soulignant qu'il est « tabou mais de plus en plus politique » (#RèglesNonDites). 
En mars 2019, un sondage de l'Ifop fait apparaître qu'1,7 million de personnes sont concernées par la précarité mensuelle en France,. En avril 2019, une jeune parisienne militante lance un mouvement sur Instagram pour lutter contre la précarité menstruelle, en publiant des photos d'elle dans les rues de Paris sans protection hygiénique et avec ses vêtements tachés, dans le but de sensibiliser la population à la banalité des règles et pour demander à l'État français que les protections périodiques soient totalement prises en charge par celui-ci ou gratuites.
Par ailleurs, des points de collecte recueillent des produits d'hygiène périodique, en vue de les redistribuer aux personnes en situation de précarité menstruelle.
En octobre 2019, le collectif Georgette Sand défile devant le Ministère de la Justice pour dénoncer la précarité menstruelle des publics vulnérables et notamment en prison. Le gouvernement budgète dans la loi de finances 2021 un budget de 5 millions d'euros dont une partie est fléchée vers les lieux privatifs de liberté. 
Début 2020, le gouvernement français annonce une expérimentation en septembre 2020 consistant à distribuer gratuitement des protections périodiques, grâce à l'implantation de distributeurs dans des lieux publics. Cette initiative inclut des mesures pour lutter contre le manque d'information des industries sur le sujet,. La région Île-de-France équipe 31 lycées de distributeurs de protections périodiques en 2020 dans le cadre d'une expérimentation, prévoyant qu'en 2021, 465 établissements soient concernés. Les résidences universitaires et les universités volontaires sont par la suite concernées. Peu après, c'est l'ensemble des Crous et services de santé universitaires qui sont concernés par le projet d'installation de distributeurs de protections périodiques gratuites, avec un objectif de 1500 distributeurs à la rentrée universitaire de septembre 2021.
En juillet 2023, la région Nouvelle-Aquitaine a voté en commission plénière une aide pour permettre aux lycées publics de la région de se doter de distributeurs de protections hygiéniques gratuites.

#### Royaume-Uni
Selon une enquête de l'organisation caritative Plan International UK, réalisée en 2017 au Royaume-Uni : sur un échantillon représentatif de 1000 filles et femmes entre 14 et 21 ans, 1 sur 10 n'a pas l'argent pour s'acheter des protections périodiques, et parmi celles qui le peuvent, une partie prend des produits de moindre qualité que ce qu'elles souhaiteraient. La même organisation relève que pendant la pandémie de Covid 19, 1 sur 3 jeunes femmes britanniques a eu des difficultés à avoir des protections périodiques adéquates et parmi celles-ci, la plupart les ont remplacées par du papier toilette.
En janvier 2021, le Royaume-Uni a supprimé la « taxe tampon » sur tous les produits périodiques (tampons et serviettes hygiéniques).

#### Suède
En 2019, la Suède fait partie des pays du monde où la TVA sur les protections hygiéniques est la plus élevée : 25% du prix du produit hors taxe. Malgré différentes mobilisations demandant une baisse de ce taux dans le pays, le sujet a relativement peu de retentissement. Des ONG soulignent que c'est pourtant une taxation plus élevée que pour d'autres produits et services qui n'ont pas la même nécessité chaque mois pour une personne : 6 % de TVA pour un entraîneur personnel, 12 % de TVA pour la restauration. Le tabou des règles, dans les sphères privées et publiques, reste un élément important, selon Antonia Simon, présidente de l'association Mensen (« Les Règles »). Certains entrepreneurs ou chaînes de pharmacie ont pris des initiatives pour diminuer les coûts de ces produits dans leurs rayons ; ils soulignent que malgré un bon accueil des clientes, ils sont surpris du peu d'intérêt des hommes — qui peuvent pourtant se sentir d'autant plus concernés en tant qu'éventuels compagnons de femmes ou pères de filles, par exemple — , ainsi que du fait que ces initiatives n'ont pas été reprises par d'autres entreprises contrairement à ce qui arrive souvent. Une enquête réalisée dans le pays indique que le coût dans une vie des tampons et serviettes hygiéniques pour une personne ayant des menstruations peut être de 15 000 à 70 000 couronnes.